# 斯瓦蒂·蒂鲁纳尔·拉玛·瓦尔玛

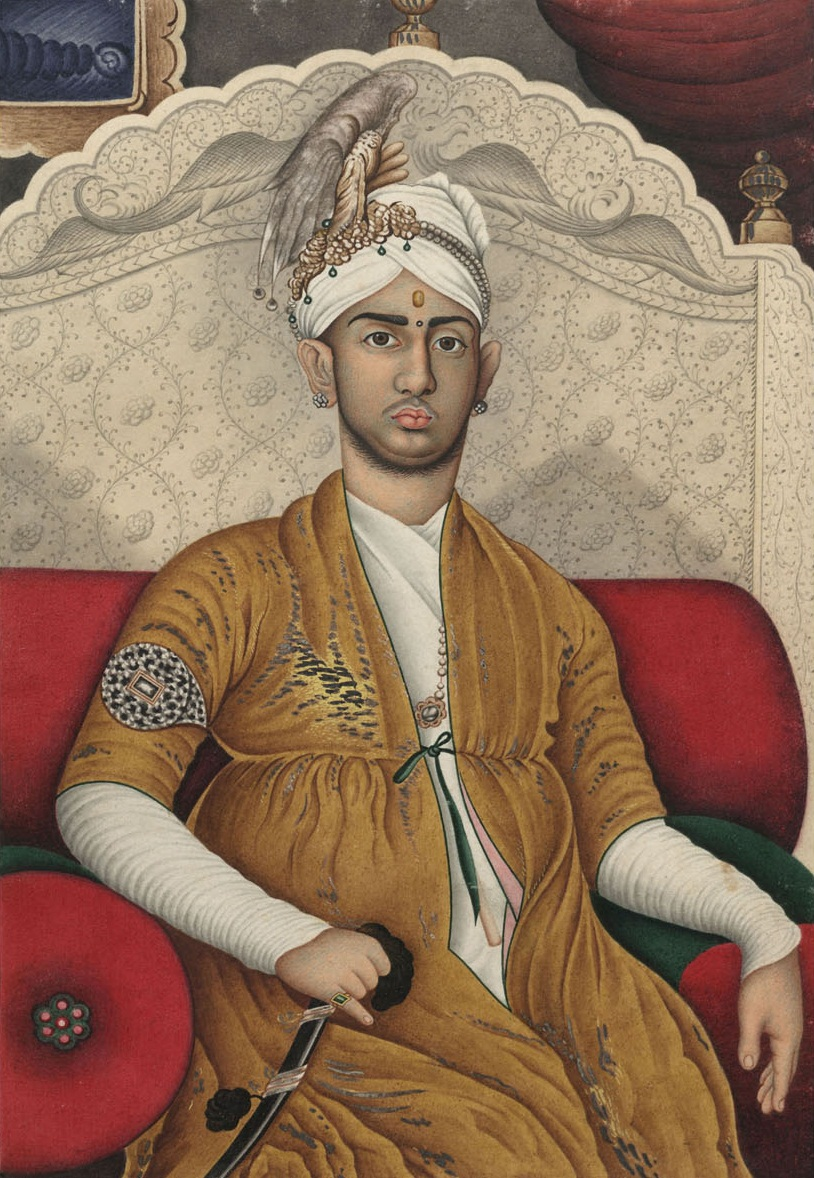
斯瓦蒂·蒂鲁纳尔·拉玛·瓦尔玛

斯里·斯瓦蒂·蒂鲁纳尔·拉玛·瓦尔玛三世（Sri Swathi Thirunal Rama Varma III ，1813年4月16日－1846年12月26日）是特拉凡哥尔的摩诃罗阇，也是音乐家和作曲家，他创作了400多首卡纳塔克語和印度斯坦語的古典音乐作品。 
此外其執政期間還颁布法典、设立法院、推行英语教育、建造天文台、引入印刷机、建立图书馆。 